# أليكس بالو
أليكس بالو (مواليد 1 أبريل 1997) هو سائق إسباني يشارك في سلسلة إندي كار.